# Courtney Hoffos
Courtney Hoffos (Invermere, 30 de agosto de 1997) es una deportista canadiense que compite en esquí acrobático.
Ganó una medalla de plata en el Campeonato Mundial de Esquí Acrobático de 2025, en la prueba de campo a través. Participó en los Juegos Olímpicos de Pekín 2022, ocupando el sexto lugar en la misma prueba.

## Medallero internacional
| Campeonato Mundial | Campeonato Mundial | Campeonato Mundial | Campeonato Mundial |
| Año                | Lugar              | Medalla            | Prueba             |
| ------------------ | ------------------ | ------------------ | ------------------ |
| 2025               | Engadina (Suiza)   | Medalla de plata   | Campo a través     |